# 藤井努
藤井 努（ふじい つとむ、1968年8月14日 - ）は、日本の医学者・外科医。専門は消化器外科学、特に膵臓外科。医学博士。富山大学医学部　消化器・腫瘍・総合外科（第二外科）教室教授（2017年4月 - ）。2018年9月に日本初の膵臓・胆道センターを設立、センター長。高難度手術である膵頭十二指腸切除術において、もっとも合併症の多いとされる膵空腸吻合の新術式として、Blumgart変法縫合を開発し、合併症率を大きく低下させたことで知られる。他院で切除不能とされた進行膵癌の手術を行うことの出来る外科医。日本膵臓学会の膵癌取扱い規約検討委員（委員長）、膵癌診療ガイドライン改訂委員を努める。

## 略歴
- 1993年3月、名古屋大学医学部卒業。
- 1993年4月、小牧市民病院（研修医）。
- 2000年9月、名古屋大学第二外科（医員）。
- 2006年3月、名古屋大学大学院　修了（学位取得）。
- 2006年〜2008年　マサチューセッツ総合病院（ハーバード大学、Research Fellow）。
- 2008年11月、名古屋大学第二外科（病院助手）。
- 2009年8月、同　助教。
- 2013年5月、同　講師。
- 2015年5月、同 准教授。
- 2017年4月、富山大学医学部 教授（消化器・腫瘍・総合外科（第二外科））。
- 2018年9月、富山大学附属病院、膵臓・胆道センター センター長[1]（併任）。
- 2023年4月、富山大学附属病院　副病院長（併任）。
- 2024年4月、富山大学附属病院　総合がんセンター[2] センター長（併任）。
- 2025年7月27日、「情熱大陸」出演[3]。

## 学会活動
日本外科学会　指導医・専門医・代議員、日本消化器外科学会　理事・指導医・専門医・評議員、日本肝胆膵外科学会　理事・評議員・高度技能医・技術認定委員（副委員長）・高度技能専門医・書類審査委員（委員長）・プロジェクト委員、日本膵臓学会　理事・評議員・指導医・膵疾患臨床研究推進委員など多数。
- 第54回制癌剤適応研究会　当番世話人（2022年2月18日）
- 第26回日本外科病理学会学術集会　当番会長（2022年11月）
- 第17回膵癌術前治療研究会　当番世話人（2023年10月）
- 第52回日本膵切研究会　当番会長（2025年8月）